# فلورومتولون
فلورومتولون (به انگلیسی: Fluorometholone)
رده درمانی: داروهای کورتیکواستروئید
اشکال دارویی: قطره چشمی

## موارد مصرف
ضدالتهاب استروئیدی، فلورومتولون برای درمان علامتی التهاب قرنیه و ملتحمه در مواردی مانند آلرژی ( درمان کراتوکونژنکتیویت بهاره) و بعد از عمل لیزیک بکار می‌رود.

## مکانیسم اثر
مشابه عملکرد کورتیکواستروئیدها است البته به دلیل استفاده موضعی، این قطره بیشتر بر اتاق قدامی چشم مانند قرنیه و ملتحمه مؤثر است تا قسمتهای عمقیتر چشم.

## عوارض جانبی
بسیار کم عارضه است. کاتاراکت، عفونت چشمی